# Фортечна дивізія «Варшава»
Фортечна дивізія «Варшава» (нім. Festungs-Division Warschau) — дивізія Вермахту, що існувала наприкінці Другої світової війни.

## Історія
Фортечна дивізія «Варшава» сформована у січні 1945 року з військ гарнізону окупованого міста Варшави. Брала участь в оборонних боях під час Вісло-Одерської операції. 27 лютого 1945 року розформована.

## Райони бойових дій
- Польща (січень — лютий 1945).

## Командування

### Командири
- генерал-лейтенант Фрідріх Вебер (нім. Friedrich Weber) (січень — 27 лютого 1945).

### Підпорядкованість
| Час    | Корпус      | Армія      | Група армій (округ) | Штаб    |
| ------ | ----------- | ---------- | ------------------- | ------- |
| 1945   |             |            |                     |         |
| січень | XXXXVI-й тк | 9-та армія | Група армій «A»     | Варшава |

## Склад
| 1945                                 |
| ------------------------------------ |
| 8-й фортечний полк                   |
| 88-й фортечний полк                  |
| 183-й фортечний полк                 |
| 8-й фортечний полк                   |
| 1320-й фортечний артилерійський полк |
| 22-й фортечний мінометний дивізіон   |
| 23-й фортечний мінометний дивізіон   |
| 67-й інженерний батальйон            |
| 669-й фортечна рота зв'язку          |
| 1320-й підрозділ логістики           |